# فيلي يونغ (لاعب كرة قدم أمريكية أمريكي)
فيلي يونغ (بالإنجليزية: Willie Young)‏ هو لاعب كرة قدم أمريكية أمريكي، ولد في 19 سبتمبر 1985 في ريفييرا بيتش في الولايات المتحدة.

## وصلات خارجية
- فيلي يونغ على موقع مرجع كرة القدم المحترفة.كوم (الإنجليزية)